# La guerra in casa
La guerra in casa è il primo libro dello scrittore e giornalista Luca Rastello, è stato pubblicato nel 1998 ed ha come tema le Guerre Jugoslave, contesto nel quale l'autore si era trovato ad operare come volontario della cooperazione internazionale.
La struttura dell'opera è formata sette capitoli, ognuno dei quali è a sua volta diviso in due parti. Ognuno dei capitoli tratta un diverso episodio di queste guerre, riportando nella prima parte l'esperienza di un singolo personaggio che vi si è trovato coinvolto e fornendo nella seconda il contesto storico e politico nel quale la vicenda è maturata. I sette capitoli sono ordinati in un crescendo di drammaticità degli episodi narrati e culminano con il racconto del Massacro di Srebrenica.